# Патрикеево (Ульяновская область)
Патрикеево — село в Базарносызганском районе Ульяновской области. Входит в состав Папузинского сельского поселения.

## География
Населённый пункт расположен в 10 километрах к юго-востоку от рабочего посёлка Базарный Сызган — административного центра района. Расстояние до Ульяновска — 125 километра.

### Часовой пояс
Патрикеево, как и вся Ульяновская область, находится в часовой зоне МСК+1. Смещение применяемого времени относительно UTC составляет +4:00.

## История
Село основано в 1898 году, как разъезд «Патрикеево», близ села Ясачный Сызган, на линии Московско-Казанской железной дороги. 
В конце XIX века окрестности нынешнего села Патрикеево, принадлежало помещику П. М. Патрикееву, здесь велись разработки леса. Он в своих владениях появлялся редко, лишь иногда навещая усадьбу, которая находилась в селе Юрловка, рядом с мельницей, на берегу пруда. Дом окружал большой фруктовый сад.
Постоянно в имении жил управляющий Жаркевич с семьёй, он же вёл хозяйство. Немец Гильманн успешно управлялся с лесозаготовками, отправляя лес за границу, главным образом в Германию. Он же в 1907 году выкупил эти земли у помещика Патрикеева. В 10 км от деревянного здания железнодорожной станции он построил лесопильный завод, а к заводу была проложена железнодорожная ветка. Со временем рядом с разъездом Патрикеево образовался посёлок Патрикеево.
До 2005 года село входило в состав ныне упразднённого  Юрловского сельсовета.

## Население
| 2010 |
| ---- |
| 152  |

В 1913 году при разъезде Патрикеево было 2 двора, проживало 10 жителей. 
В 1930 году в посёлке Патрикеево в 7 дворах жило 35 человек, а в разъезде Патрикеево в 11 дворах жило 52 человека. 
В 1996 году проживало 213 человек.

## Инфраструктура
Село разделено на шесть улиц: Лесная, Луговая, Озёрная, Садовая, Сенная, Школьная и один переулок Вокзальный.  
МКОУ Патрикеевская основная общеобразовательная школа имени полковника Эдуарда Владимировича Сухаревского;  
- Воинская часть (в/ч 23455) — 12-й арсенал ВВС;

- Памятник воинам, погибшим в годы Великой Отечественной войны (1971 г.)[15].

## Известные уроженцы и жители
- Сухаревский Эдуард Владимирович (1972—2013) — начальник регионального отдела Пограничной службы ФСБ России, полковник. Обучался в местной школе с семи лет[16].

## Происшествия
- 18 августа 2019 года в селе произошла трагедия: подросток убил всю свою семью: 42-летнюю маму, 69-летнюю бабушку, 66-летнего дедушку и близнецов сестренку и братика, которым было всего по 4 годика. Всех родных школьник зарубил топором. А потом покончил с собой[17][18].
- 14 июля 1991 года в воинской части у Патрикеево (тогда — в Инзенском районе). Тогда двое солдат расстреляли тринадцать сослуживцев и сбежали с двумя автоматами[19][20][21].